# Krzepice
Krzepice é um município da Polônia, na voivodia da Silésia e no condado de Kłobuck. Estende-se por uma área de 27,66 km², com 4 475 habitantes, segundo os censos de 2016, com uma densidade de 161,8 hab/km².